# Félix Madero
Félix Madero (La Puebla de Almoradiel, Toledo, 2 de maig de 1959) és un periodista radiofònic espanyol. Llicenciat een Ciències de la Informació per la Universitat Complutense de Madrid, va cursar també estudis de Ciències Polítiques i Sociologia i actualment és professor de Teoria i Tècnica de la Informació en ràdio a la Universitat Francisco de Vitoria. Forma part de Punto Radio des de la primera temporada.

## Biografia
Félix Madero ha estat director d'Informatius a Castella-la Manxa, de la Cadena Ser, de Radio Cadena Española, i de Radio Nacional de España. En 1990 ocupa la subdirecció de l'informatiu “Primera hora” en la Cadena Cope i, a Onda Cero, va dirigir “Cada día” des de 1996 fins a l'any 2000. En aquest moment és nomenat director d'Informatius de la casa i posa en marxa “Las noticias de las dos”.
En 1999 deixa la ràdio per a formar part de l'equip de CNN+ i Canal+ com a editor de notícies, primer, i presentador d'informatius en la franja del matí, després. Al setembre de 2003 ocupa la direcció de Servimedia, càrrec que compagina durant un any amb la revista de premsa de Protagonistas de Luis del Olmo, ja a Punto Radio.
Des de 2005 i fins a setembre de 2009 dirigeix en aquesta cadena De costa a costa en la tard nit de Punto Radio. A partir de setembre de 2009 dirigeix i presenta la primera part de Protagonistas a Punto Radio (de 6:00h a 9:30h). A continuació la segona part de Protagonistas és a càrrec de Luis del Olmo (9:30h a 12:00h).
També ha presentat, entre setembre de 2010 i 2011 l'informatiu de la cadena de Vocento, La 10.
Félix Madero ha estat guardonat amb el Premis Ondas 1997, l'Antena de Oro 2006, el Premi Protagonistas 2007 i el Micròfon d'Or 2010 en la categoria de Ràdio.
Des de 2018 presenta a Onda Madrid El Enfoque que s'emet de dilluns a divendres de 20:00h a 00:00h.